# Psydrax ficiformis
Psydrax ficiformis är en måreväxtart som först beskrevs av Joseph Dalton Hooker, och fick sitt nu gällande namn av Diane Mary Bridson. Psydrax ficiformis ingår i släktet Psydrax och familjen måreväxter. IUCN kategoriserar arten globalt som starkt hotad. Inga underarter finns listade i Catalogue of Life.